# Aeroportul Round Lake (Weagamow Lake)
Aeroportul Round Lake (Weagamow Lake) (IATA: ZRJ, ICAO: CZRJ) este un aeroport din Ontario, Canada. Aeroportul a fost tranzitat în 2020 de 2.200 de pasageri.
Situat la o altitudine de 297 m, aeroportul dispune de o singură pistă. Este operat de Government of Ontario⁠(d).